# Les Mystères de l'Ouest
Pour les articles homonymes, voir Les Mystères de l'Ouest (homonymie).
 (mai 2019).
Si vous disposez d'ouvrages ou d'articles de référence ou si vous connaissez des sites web de qualité traitant du thème abordé ici, merci de compléter l'article en donnant les références utiles à sa vérifiabilité et en les liant à la section « Notes et références ».
Les Mystères de l'Ouest (The Wild Wild West) est une série télévisée américaine en 104 épisodes de cinquante minutes (dont 28 en noir et blanc lors de la première saison) créée par Michael Garrison et diffusée entre le 17 septembre 1965 et le 4 avril 1969 sur le réseau CBS.
En France, la série est diffusée à partir du 9 avril 1967 sur la deuxième chaîne de l'ORTF. Elle connaît le succès grâce à sa rediffusion dans l'émission La Une est à vous sur TF1 en 1973, puis de 1987 à 1992 sur M6, sur France 3, ou encore sur RTL TV, sur La Cinquième, puis avec son retour sur M6 dès 1998, six années après sa dernière diffusion.
La série apparaît sur les écrans à un moment où les séries de western sont moins en vogue, contrairement à celles d'espionnage, alors en plein essor. En 1965, trois films de James Bond sont sortis et un quatrième est en préparation. La série est ainsi présentée à l'époque comme un « James Bond à cheval » (James Bond on horseback).

## Synopsis
Cette série met en scène les aventures de deux agents de l’United States Secret Service, au service du président des États-Unis Ulysses S. Grant (1869 à 1877) : James T. West, un homme d'action, et Artemus Gordon, un as du déguisement et des inventions anachroniques.
Se déplaçant tantôt à cheval, tantôt dans leur luxueux train à vapeur privé, les deux compères affrontent des adversaires hors du commun dans tout l'Ouest américain.

## Genèse
La série s'inspire de Cowboy G-Men (en), série télévisée américaine de 39 épisodes diffusée de septembre 1952 à juin 1953. Dans cette série, Russell Hayden et Jackie Coogan jouent le rôle de Pat Gallagher et Stoney Crockett, deux agents du gouvernement opérant dans l'Ouest américain dans les années 1870.

## Distribution

### Personnages principaux

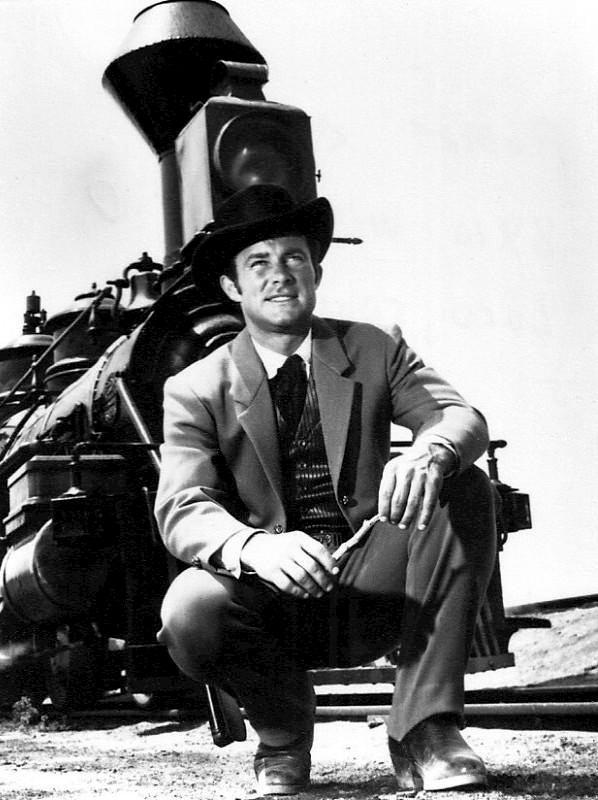
Robert Conrad dans la série.

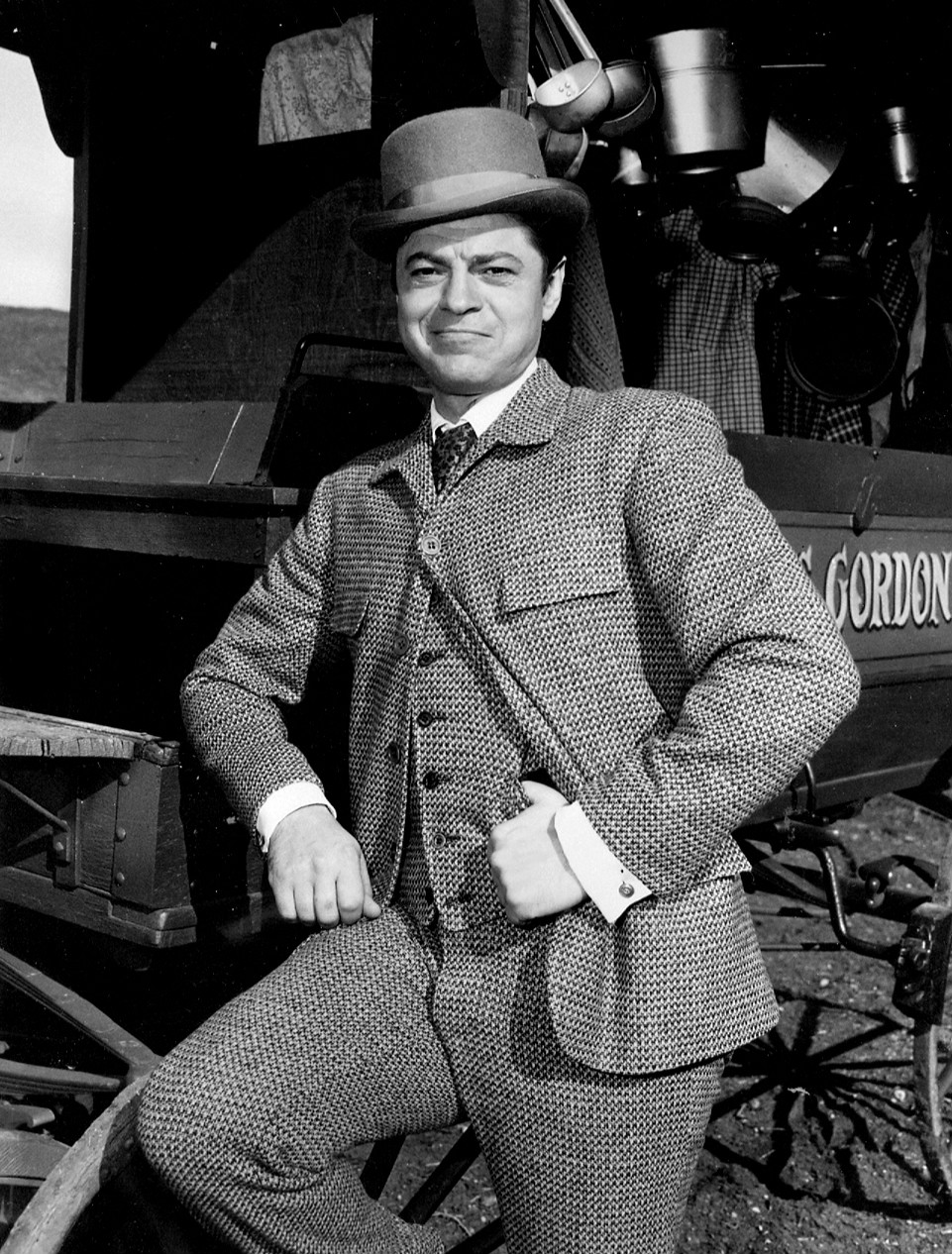
Ross Martin dans la série.

- Robert Conrad (VF : Jacques Thébault) : James T. West
- Ross Martin (VF : Roger Rudel[3]) : Artemus Gordon
- Michael Dunn (VF : Pierre Trabaud) : le docteur Miguelito Loveless (1965-1968)
- Richard Kiel : Voltaire, l'acolyte du docteur Loveless
- Roy Engel : le président des États-Unis Ulysses S. Grant
- Douglas Henderson : le colonel Richmond, supérieur direct de West et de Gordon
- Charles Aidman : Jeremy Pike, un des remplaçants d'Artemus Gordon

### Invités (guest-stars)
- Edward Asner
- Tol Avery (S4E23, La Nuit du Conseil d'Administration)
- Victor Buono : La Nuit des Ténèbres S1E01, La Nuit des Excentriques S02E01, La Nuit de la Pierre philosophale S02E17
- Jackie Coogan, dans le rôle d'un shérif obèse[4]
- Sammy Davis, Jr. : Jeremiah (saison 2, épisode 5, « La Nuit des revenants »)
- Bradford Dillman
- Robert Duvall
- Jack Elam : Zack Slade (saison 3, épisode 8, « La Nuit du Trésor des Aztèques »)
- Nina Foch
- Beverly Garland
- Harold Gould dans au moins 2 épisodes
- Hurd Hatfield
- Boris Karloff
- Martin Landau  le général Grimm (saison 1, épisode 11, « La Nuit du général Grimm »)
- Peter Lawford
- Robert Loggia
- Ida Lupino
- Kevin McCarthy
- Judith McConnell : S3E20 La Nuit de la Mort masquée
- Burgess Meredith
- Mort Mills
- Agnes Moorehead : Emma Valentine (saison 2, épisode 20, « La Nuit de la mariée »)
- Leslie Nielsen (VF : Roland Ménard) : le major-général Ball (saison 1, épisode 9)
- Ramon Novarro
- Suzanne Pleshette
- Richard Pryor
- Pernell Roberts
- Jo Van Fleet (S4E23, La Nuit du Conseil d'Administration)

Source VF : Doublage Séries Database,

## Analyse
La série a marqué de nombreuses générations et a encore du succès de nos jours. Elle marie scènes de combats, humour, inventions farfelues et anachroniques, effets spéciaux et sensualité (les deux héros lors de la scène finale étant très souvent entourés de femmes séduisantes).

### Production
Cinq producteurs différents se succédèrent lors de la première saison. Trouvant le pilote initial du créateur Michael Garrison trop onéreux, CBS confie les rênes de la série à Collier Young, pour apporter à la série un style plus proche du western classique. Il double le « Wild » du titre, pour donner un ton plus léger au concept.
Le premier épisode produit par Collier Young est conçu comme un second pilote, et tourné en couleurs (de nombreux stock-shots y seront repris au cours des saisons suivantes). Après trois épisodes, il est remercié, et lui succèdent Fred Freiberger, John Mantley puis Gene L. Coon, avant que Michael Garrison, engagé pendant tout ce temps dans une bataille juridique sur le contrôle de la série, ne reprenne finalement la production à la fin de la première saison.
L'arrêt de la série est dû à la crainte de CBS de la violence considérée comme « excessive » (la période étant propice à ce constat) plutôt qu'au déclin du taux d'audience.

### Personnages

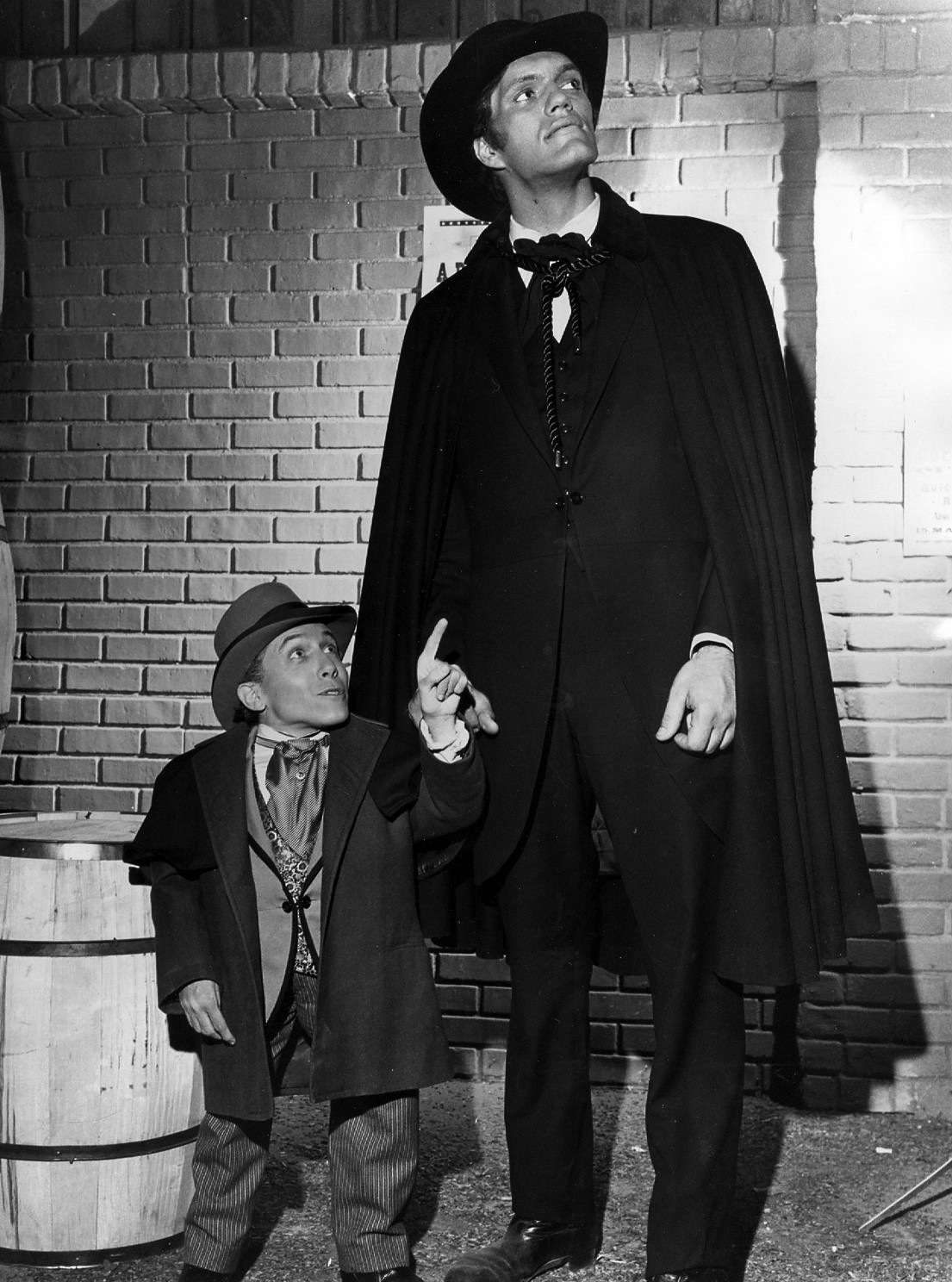
Dr. Loveless (Michael Dunn) et Voltaire (Richard Kiel), deux des méchants de la série.

Les deux héros récurrents sont les agents secrets James West (Robert Conrad) et Artemus Gordon (Ross Martin). 
- James West est l'homme d'action du duo, toujours tiré à quatre épingles et sûr de lui. Aucune situation ne lui fait peur et ne lui résiste dans le Far-West des années 1870.
- Artemus Gordon est plus cérébral : il porte toujours sur lui une de ses inventions et n'hésite pas à se grimer en des personnages aussi farfelus qu'inopportuns (pour les méchants, mais généralement salvateurs pour son compère). Il a porté ainsi plus de 150 tenues différentes au cours des quatre saisons.

- Apparaissant dans dix épisodes, Miguelito Loveless (Michael Dunn) est le « méchant » récurrent de la série. C'est un nain pervers et obséquieux, intelligent, capable d'imaginer toutes sortes d'inventions pour faire triompher le mal.

### Controverse sur le droit d'auteur
Si le droit d'auteur de la création de cette série a longtemps été attribué à Garrison, en juillet 1997 Gilbert Ralston, scénariste du pilote, engage une bataille juridique. Un film était en préparation (Wild Wild West produit par la Warner Bros.) et seul le nom de Garrison était avancé en tant que créateur.
Un article du New York Times datant du 8 juillet 1999 (intitulé « Wild West Showdown for Early TV Writers – Lawsuit Seeks Royalties for 60's Series ») précise les contours de l'affaire. 
Arguant qu'il a créé les noms des deux protagonistes James West et Artemus Gordon, leurs antécédents militaires ainsi que leur qualité d'agents secrets, leurs gadgets, leur train, etc., Ralston a réclamé à la Warner des droits en tant que créateur de la série. La justice est saisie du litige.
À l'appui des affirmations de l'écrivain, le témoignage d'un ancien responsable de CBS, Michael H. Dann, responsable des programmes pour la chaîne en 1964, contribua à rétablir l'écrivain dans ses droits. Après la mort de Ralston, la Warner paye à la famille Ralston un important dédommagement financier (il est question d'une somme comprise entre 600 000 dollars et 1,5 million de dollars).

### Costumes et art du déguisement
L'entretien accordé par Jack Muhs, responsable des costumes, à Susan E. Kesler pour son livre Wild Wild West: The Series a révélé que le choix et l'évolution des vêtements de James West, comme ceux de son partenaire Artemus Gordon, étaient validés par Robert Conrad et par Ross Martin eux-mêmes. James M. George, qui était costumier sur les plateaux de la série, avant de doubler un temps Conrad à la suite d'une mauvaise chute, a confirmé ce fait dans un entretien en janvier 2009. Il a également précisé que le style vestimentaire était le fait de Jack Muhs (employé de CBS) et non de Garrison (le producteur). Il a évoqué le personnel féminin du plateau lorsqu'il devait porter les habits de James West pour une cascade. Les femmes « craquaient littéralement devant cette tenue ».
Le côté kitsch de la série, ainsi que les intrigues, justifient les tenues choisies, jusque dans les divers déguisements endossés par Artemus Gordon. Ses grimages en renforcent le côté humoristique. Artemus Gordon se déguise seulement deux fois en femme, durant cent-quatre épisodes. Les vêtements moulants de James West forcent l’admiration du Dr Loveless (Michael Dunn, acteur de petite taille [1,20 m]) pour le « corps » de James West dont il envie la taille[réf. nécessaire]. Dans l'épisode La Nuit d'un monde nouveau, Loveless conçoit une poudre qui réduit la taille de ses adversaires, West en premier. Enfin, la mode à l'époque du tournage était aux pantalons serrés. La tenue de West, notamment, respectait cette tendance.
Pour le nouvelliste Louis Bayard, James West est l'un des rares exemples de héros de western hypersexuel. Ses pantalons moulants, et particulièrement les cuirs qu'il porte dans les dernières saisons, sont censés plaire aux femmes ; les producteurs tentant de faire de James West un Casanova. Souvent, à la fin des épisodes, de belles jeunes femmes font leur apparition, enchantées de sortir avec des cavaliers aux tenues si élégantes.

## Distinction
- Emmy Awards 1967 : prix de la Meilleure actrice dans un second rôle pour Agnes Moorehead, dans l'épisode « La Nuit de la mariée » (« Night of the Vicious Valentine »).

## Autour de la série
- Le titre de chaque épisode commence par « La Nuit d(e)... » (« The Night of... » en version originale), la plupart des épisodes ayant lieu de nuit.
- La première saison est tournée en noir et blanc ; les saisons suivantes sont tournées en couleurs.
- Le thème musical du générique de la série a été composé par Richard Markowitz.
- Dans la scène de bagarre vers la 44e minute de l'épisode 19 de la saison 3, La Nuit de la terreur cachée, Jim West déchire tellement son pantalon tout le long de sa jambe gauche qu'on voit bien son slip blanc. Dès la scène suivante où on l'aperçoit à nouveau, son pantalon n'est plus déchiré que légèrement à sa jambe droite.
- Artemus Gordon, prétendument à Washington, remplacé par Jeremy Pike (interprété par Charles Aidman), n'apparaît pas dans les épisodes suivants :
  - saison 4, épisode 10 : La Nuit de la caméra
  - saison 4, épisode 12 : La Nuit de la revanche
  - saison 4, épisode 13: La Nuit du pélican
  - saison 4, épisode 18: La Nuit de Janus
- Le Dr. Miguelito Loveless, interprété par Michael Dunn, apparaît dans les épisodes suivants :
  - saison 1, épisode  3 : La Nuit de la terreur
  - saison 1, épisode 10 : La Nuit de la ville sans voix
  - saison 1, épisode 20 : La Nuit de l'attentat
  - saison 1, épisode 27 : La Nuit du printemps meurtrier
  - saison 2, épisode  3 : La Nuit d'un nouveau monde
  - saison 2, épisode 10 : La Nuit de la terreur verte
  - saison 2, épisode 23 : La Nuit des tireurs d'élite
  - saison 2, épisode 28 : La Nuit des bandits
  - saison 3, épisode  4 : La Nuit de la mort du Dr Loveless
  - saison 4, épisode 12 : La Nuit de la revanche
- L'acteur Richard Kiel apparaît dans les épisodes suivants :
  - saison 1, épisode  3 : La Nuit de la terreur (dans le rôle de Voltaire, l'acolyte du Dr. Miguelito Loveless)
  - saison 1, épisode  10 : La Nuit de la ville sans voix (dans le rôle de Voltaire, l'acolyte du Dr Miguelito Loveless)
  - saison 1, épisode 20 : La Nuit de l'attentat (dans le rôle de Voltaire, l'acolyte du Dr Miguelito Loveless)
  - saison 3, épisode 23 : La Nuit de la bête (dans le rôle de Dimas)
- Chacun des deux acteurs principaux, Ross Martin et Robert Conrad, a joué ultérieurement dans un épisode de la série Columbo.

## Produits dérivés

### Téléfilms
- 1979 : Le Retour des Mystères de l'Ouest (The Wild Wild West Revisited)
- 1980 : Encore plus de Mystères de l'Ouest (More Wild Wild West)

Un troisième téléfilm fut envisagé. La mort du comédien Ross Martin en 1981 mit fin au projet.

### Adaptation cinématographique
- 1999 : Wild Wild West ou Les Mystères de l'Ouest au Canada, réalisé par Barry Sonnenfeld

### DVD (France)
La série est d'abord éditée par Fox Pathé Europa le 28 juin 2000 dans un DVD contenant trois épisodes : La Nuit des ténèbres (pilote), La Nuit de la terreur verte et La Nuit des bandits. L'image est en 1.33.1 plein écran ; elle n'est pas restaurée en version française et anglaise, avec sous-titres. Sans bonus.
La série est éditée ensuite par CBS Vidéo et distribuée par TF1 Vidéo :
plusieurs éditions sont sorties en France. L'image est remastérisée et est en 1.33.1 plein écran en anglais et français 2.0 mono avec sous-titres français disponibles. Des bonus sont présents pour chaque saison. Certains doublages d'époque sont manquants dans certains épisodes
- Un coffret de 4 CD contenant les pistes musicales, entièrement restaurées, de 26 épisodes de la série, a été édité en 2017.

### Jeu de société
Un jeu de plateau dérivé de la série a été commercialisé en France dans les années 1970-1980.